# The Spencer Davis Group
The Spencer Davis Group — британская бит-группа, образовавшаяся в Бирмингеме, Англия, в 1963 году, когда гитарист Спенсер Дэвис пригласил в состав барабанщика Питера Йорка, басиста Маффа Уинвуда и поющего мультиинструменталиста Стива Уинвуда — последний и стал фронтменом группы. Известность к Spencer Davis Group пришла после того, как Крис Блэквелл подписал их к Island Records; наибольший успех имели синглы «Keep on Running», «Somebody Help Me» (оба — #1 UK), «Gimme Some Lovin» (# 2) и «I’m a Man» (# 9).
В тот момент, когда казалось, что Spencer Davis Group вот-вот совершат прорыв на американском рынке, Уинвуд вышел из состава и образовал Traffic. В 1969 году группа распалась; гитарист группы продолжил работать продюсером, в частности, с канадской группой Downchild Blues Band.

## История группы
The Spencer Davis Group образовались в 1963 году, когда гитарист Спенсер Дэвис (англ. Spencer Davis, род. 17 июля 1939 года в Суонси, Уэльс) пригласил к сотрудничеству братьев Маффа и Стива Уинвудов (бас-гитара и орган соответственно). Вместе с барабанщиком Питом Йорком они стали регулярно выступать в городских клубах и вскоре обратили на себя внимание Криса Блэквелла из Island Records, который подписал с ними контракт и стал продюсером.
SDG дебютировали с синглом «Dimples» (1964), а первого большого успеха добились синглом «Keep On Running», который возглавил британский хит-парад. В 1966 последовали «Somebody Help Me» и «When I Come Home» (а также «Det war in Schoneberg, im Monat Mai» и «Madel ruck ruck ruck an meine grune Seite», выпущенные специально для германского рынка. Спенсер Дэвис в начале 60-х годов учился в Западном Берлине и двумя этими релизами захотел выразить своего рода благодарность стране. Хитами в Британии стали синглы «Gimme Some Lovin» (Стив Уинвуд с Traffic перевыпустили его в 1971) и «I’m a Man»; они же появились и в американских чартах.
В 1967 году Стив Уинвуд образовал собственную группу, Traffic; его брат Мафф стал руководителем отдела A&R (артистов и репертуара) в Island Records. Spencer Davis Group продолжали записываться («Time Seller», «Mr. Second-Class» — второй из них стал «хитом» на Radio Caroline, одной из известных пиратских радиостанций) и — совместно с Traffic — записали музыку к фильму «Here We Go Round the Mulberry Bush».
Последним успешным релизом группы стал «After Tea» (1968), но одновременно эту песню выпустила германская группа The Rattles. Spencer Davis Group прекратили выступать, а вскоре распались. Дэвис продолжил работать продюсером, в основном записывая альбомы джазовой направленности. Мафф Уинвуд, также в качестве продюсера, записал два альбома Sparks, принесшие группе известность в Великобритании.
Spencer Davis Group, при том, что просуществовали недолго, оказались влиятельной группой: их песни исполняли впоследствии многие музыканты, в частности, Chicago («I’m a Man», 1969), The Allman Brothers Band («Don’t Want You No More», 1969), Three Dog Night («Can’t Get Enough of It», 1970), The Blues Brothers («Gimme Some Lovin'», 1980). Их песни исполняли и The Grateful Dead — на концертах, однажды — с самим Спенсером Дэвисом (1989, Great Western Forum, Лос-Анджелес).
Группа воссоединилась в 2006 году, хотя из состава 1960-х годов остались только Дэвис и Хардин. Группа Спенсера Дэвиса продолжала гастролировать по США и Европе, но в двух разных составах; только сам Дэвис присутствовал в обоих составах группы. Хардин оставался в британском составе группы вплоть до своей смерти в 2015 году.
Спенсер Дэвис умер в Калифорнии 19 октября 2020 года в возрасте 81 года, когда лечился от пневмонии.

## Дискография

### Альбомы (UK)
- Their First LP (Fontana TL 5242) (July 1965)
- The Second Album (Fontana TL 5295) (January 1966)
- Autumn '66 (Fontana TL 5359) (September 1966)
- With Their New Face On (United Artists ULP 1192) (1968)
- Funky (Date/One Way) (1997; запись 1968)

### Альбомы (US)
- Gimme Some Lovin' (United Artists UAS 6578) (1967)
- I’m A Man (United Artists UAS 6589) (1967)
- With Their New Face On (United Artists UAS 6652) (1968)

### Синглы
- «Dimples»/«Sittin' And Thinkin'» (Fontana TF 471) 1964
- "«I Can’t Stand It»/«Midnight Train» (Fontana TF 499) 1964 (# 47 UK)
- «Every Little Bit Hurts»/«It Hurts me So» (Fontana TF 530) 1965 (41)
- «Strong Love»/«This Hammer» (Fontana TF 571) May 1965 (44)
- «Keep On Running»/«High Time Baby» (Fontana TF 632) 1965 (1)
- «Somebody Help Me»/«Stevie’s Blues» (Fontana TF 679) 1966 (1)
- «When I Come Home»/«Trampoline» (Fontana TF 739) 1966 (12)
- «Gimme Some Lovin»/«Blues In F» (Fontana TF 762) 1966 (2)
- «I’m A Man»/«I Can’t Get Enough Of It» (Fontana TF 785) 1967 (9)
- «Time Seller»/«Don’t Want You No More» (Fontana TF 854) 1967 (30)
- «Mr Second Class»/«Sanity Inspector» (United Artists UP 1203) 1967 (35)
- «After Tea»/«Moonshine» (United Artists UP 2213) 1968
- «Short Change»/«Picture Of Heaven» (United Artists UP 2226) 1968[4]